# Nancy Avril

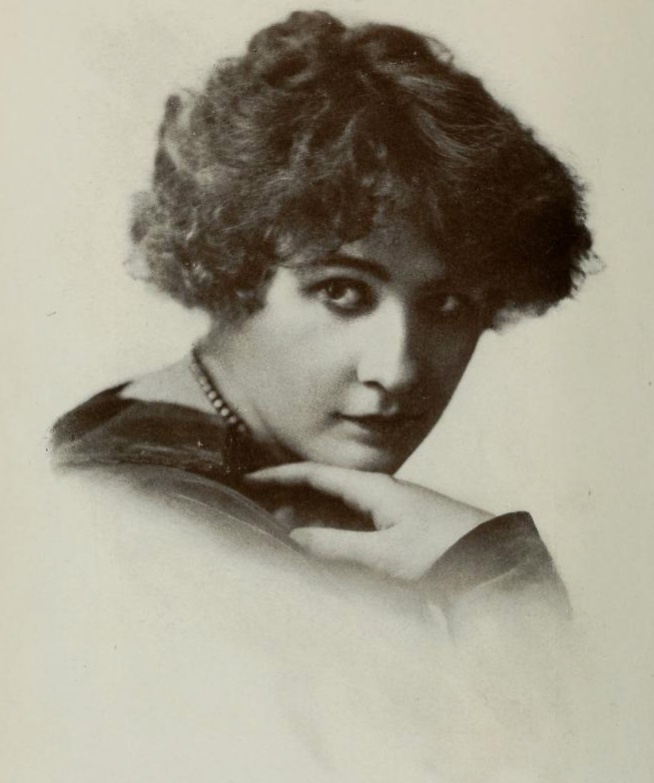
Fotografia de l'actriu apareguda a la revista The Motion Picture Story Magazine l’agost de 1913

Nancy Avril va ser una actriu que actuà breument en diferents pel·lícules de cinema mut entre el 1911 i 1913. Entre les pel·lícules en que va participar es pot destacar “Aida” (1911) i “Rob Roy” (1913).

## Biografia
Nascuda un 21 de desembre a finals del segle xix, el 1906 estava estudiant a l’American Academy of Dramatic Arts a Manhattan graduant-se el març de 1907.
Inicià la seva carrera en el món del teatre participant en obres com “Mrs. Temple’s Telegram” (1908) o “The Prossecutor” (1910). El 1911 entrà a formar part de la companyia cinematogràfica d’Edison on participà en algunes pel·lícules destacades com la versió de l’òpera “Aida” (1911) en la que interpretava el paper d’Amneris o “The Niece and the Corus Lady” (1911) en la que interpretava el paper de la corista del títol A mitjans de 1912 deixà l’Edison i treballà per diverses companyies com la Reliance, la Pathé i l'Éclair American. Amb aquesta darrera companyia actuaria en vuit pel·lícules, essent la darrera “Rob Roy” (1913). Posteriorment es retirà del món de la interpretació i no se’n coneixen més dades. .

## Filmografia
- The Rival Sculptors (1911)
- Monsieur (1911)
- The Strike at the Mines (1911)
- A Lucky Holdup (1911)
- A Buried Past (1911)
- Aida (1911)
- The Niece and the Chorus Lady (1911)
- Church and Country (1912)
- The Brother of the Bat (1912)
- The Gallop of Death (1913)
- The One Who Had to Pay (1913)
- For His Child's Sake (1913)
- The Wizard of the Jungle (1913)
- The Price of Silence (1913)
- For the Man She Loved (1913)
- Soul to Soul (1913)
- Steel (1913)
- Rob Roy (1913)